# Chouïa
Pour les articles homonymes, voir Chouïa (homonymie).
Chouïa (en russe : Шуя) est une ville de l'oblast d'Ivanovo, en Russie, et le centre administratif du raïon de Chouïa. Sa population s'élevait à 58 570 habitants en 2014.

## Géographie
Chouïa est arrosée par la rivière Teza et se trouve à 29 km au sud-est d'Ivanovo et à 262 km au nord-est de Moscou.

## Histoire
La première mention de Chouïa date de 1393. À partir de 1403, la région fut aux mains d'une branche de la maison de Souzdal, qui tirait son nom, Chouiski, de la ville. En 1539, elle fut mise à sac par Safagäräy de Kazan. En 1566, elle fut prise par Ivan le Terrible et tenue en "réserve" (opritchnina). En 1722, la ville reçut la visite de Pierre le Grand, qui y lança l'industrie textile. Au XIXe siècle, Chouïa était devenue un grand centre de l'industrie du lin, mais fut par la suite dépassée en importance par le voisin d'Ivanovo, devenue ville importante.

## Population
Recensements (*) ou estimations de la population
| 1856  | 1897*  | 1926*  | 1939*  | 1959*  | 1970*  |
| ----- | ------ | ------ | ------ | ------ | ------ |
| 9 300 | 19 593 | 35 542 | 57 910 | 64 562 | 68 781 |

| 1979*  | 1989*  | 2002*  | 2010*  | 2013   | 2014   |
| ------ | ------ | ------ | ------ | ------ | ------ |
| 72 263 | 69 362 | 62 449 | 58 528 | 58 616 | 58 570 |

## Religion
La cathédrale de la Résurrection est le siège de l'éparchie de Chouïa, diocèse orthodoxe regroupant la partie sud-ouest de l'oblast d'Ivanovo.

## Personnalités
- Vassili Loujski (1869-1931), acteur de théâtre né à Chouïa le 31 décembre 1869.
- Saint Vladimir Vvedenski (1869-1931), prêtre orthodoxe et martyr

## Honneurs
L'astéroïde (4196) Chouïa porte le nom de la ville, où est née Lioudmila Tchernykh, la découvreuse de l'astéroïde.

## Patrimoine
- Monastère Saint-Nicolas de la Chartoma à proximité.
- Monastère de la Résurrection de Sergueïevo à proximité.